# بلم ضرزم
البَلَم الضِرْزِم أو البَلَم شديد العضّ أو الأنشوجة الكاليفورنية أو الأنشوجة الشمالية (الاسم العلمي: Engraulis mordax) (بالإنجليزية: Californian anchovy)‏ هو نوع من الأسماك يتبع جنس البلم من الفصيلة البلمية.